# Cordovà
Cordovà és el cuir de l'ancó del cavall, tractada generalment amb adob vegetal, que antigament era molt apreciada per la seva finor i la seva resistència. S'obtenia per mitjà de l'adob de la pell amb substàncies especials, entre elles els tanins obtinguts a partir del sumac. Generalment era considerat com un cuir millor que el moltó per fer sabates.
Aquests tanins presenten una resistència major a l'oxidació que la resta de tanins vegetals, el que manté el color de la pell per més temps. A més, permet una major penetració dels colorants, de manera que aquest cuir es va utilitzar com a base per als cuirs repussats i policromats. Com a tècnica de decoració, es diferencia del guadamassil en el fet que aquest feia servir la pell de moltó, més delicada i suau que la de cabra, sobre la qual s'estampen, llauren o repussen els policromats, daurats o estofats.
El vocable és d'origen mossàrab i al·ludeix a la ciutat de Còrdova, famosa pels seus adobats i per tota mena d'artesanies en cuir, des de muntures de cavall a enquadernacions, quadres, paravents, recobriment de parets, respatllers de cadira o altres petits mobles. A Espanya la tècnica es va desenvolupar durant l'edat mitjana i va aconseguir la seva major difusió i renom durant els segles xvi i xvii, sent objecte de gran exportació. Actualment queden pocs artesans que la realitzin, igual que passa amb la resta dels productes artesanals.
El treball del cuir va ser introduït a Espanya per la comunitat musulmana al Segle VII, però no serà fins al segle x, sent la nostra ciutat cabdal del califat, quan aquests treballs aconsegueixin un veritable auge i esplendor.
El cordovà va tenir el seu origen a Còrdova, capital de l'Emirat, en la qual els àrabs conqueridors van ensenyar a preparar, adobar, tenyir i daurar el cuir. Quan Còrdova va ser conquistada per Fernando III en 1236, els nous pobladors van seguir amb la tradició musulmana, que van seguir els mossàrabs que van quedar a Còrdova. Més tard, en l'època Medieval, la influència mudèjar va deixar pas a estils més occidentals com l'art gòtic, passant amb els anys a altres estils com el renaixentista, el barroc i el rococó.

## Història
La pell és un dels materials l'ocupació dels quals és conegut per la humanitat des dels temps més remots. Potser el de més antic ús. És fàcil suposar que quan l'home va tenir necessitat de cobrir-se pensés en primer lloc a utilitzar els materials que li proporcionaven els mateixos animals que li servien de manutenció: la pell dels animals que caçava.
Primerament utilitzaria les pells en el seu estat natural, potser per fer els seus habitatges i protegir-se del fred. Després per cobrir-se ells mateixos i fer els seus primitius vestits.
Més endavant observaria que en el seu estat natural es podrien i també es ressecaven. Començaria a pensar com fer-les més flexibles, més duradores, i segurament alhora com fer-les més belles. En untar-les amb greix per fer-les més flexibles, tècnica encara usada pels esquimals, descobriria l'adobat a l'oli i naixeria l'adobat pel fum en veure que el fet de passar la pell pel foc de les seves barraques també exercia un efecte protector sobre les pells.
Encara que són molt escassos els testimoniatges escrits que ens han arribat, es pot considerar gairebé com a certesa que van ser els hebreus els qui van començar a adobar les pells amb escorça de roure, que és el procediment més estès i que durant molt de temps va ser considerat com el més adequat.
Els primers testimoniatges escrits dels quals tenim notícia són unes Ordenances aprovades per Carlos V, i posteriorment confirmades el 25 d'agost de 1695. En elles es detalla la sèrie d'operacions i diferents banys que ha de donar-se a les pells per fer-les flexibles, fortes i duradores, operacions que en l'essencial no han variat i que en petits tallers es van practicant d'una forma gairebé idèntica a les de l'edat mitjana i Renaixement. No obstant això, a la fi del segle xix s'introdueixen canvis importants en la indústria de l'adobat i avui dia en grans indústries s'utilitzen *blanquejants químics per accelerar el procés amb notable detriment de la qualitat i que de vegades creen problemes a l'hora de tenyir i decorar per les reaccions químiques dels blanquejants utilitzats. Els treballs d'acabat, tals com estirar, granejar, atonyinar, abrillantar, etc., en uns altres temps fets a mà, són en l'actualitat fets mitjançant la utilització de maquinària.
L'ús del cuir per a decoració i per a varietat d'objectes utilitaris, és molt antic. En civilitzacions com la persa, l'índica, l'assiri-babilònica, etc., trobem testimoniatges d'haver utilitzat el cuir i de com era benvolgut, si bé no sabem exactament para quins usos ho destinaven.
Els egipcis usaven molt el cuir per cobrir, per a tapissos, seients i infinitat d'objectes d'ús personal. Segons comentaris de Howard Carter en la tomba de Tutankamon es van trobar babutxaes finament adornades amb pedreria i acuradament llaurades, arnès, i la famosíssima cadira amb seient de pell atractivament decorada amb flors que representa un lleopard. És possible que hi hagués molts altres objectes que l'implacable pas del temps d'una banda i els excessos comesos pels saquejadors de tombes per un altre, hagin impedit que arribin fins a nosaltres.
Homer es refereix al cuir quan parla de les vestimentes de cabdills i guerrers. Ens diu concretament que París portava una barballera de cuir hàbilment llaurat, que Hèctor usava un baldric molt treballat, que Tiquido va fer l'escut d'Ayax amb set pells de toro cosides, i que Eimeo feia les seves sandàlies amb pell de toro.
A l'antiga Grècia i l'antiga Roma la utilització del cuir estava molt estesa, tant pel que fa a usos guerrers: arnès, escuts, cuirasses, etc., com fins i tot en objectes d'adorn i regal: estoigs, sandàlies, cinturons, etc.
D'altra banda, són especialment notables els cuirs llaurats i decorats de Babilònia i Fenícia, dels quals parlen en els seus edictes Septimi Sever i Dioclecià, denominant-los aquest últim "cuirs de luxe". Podem gairebé sense cap dubte afirmar que aquest és el primer testimoniatge escrit que ens dona a conèixer que els cuirs de més qualitat procedeixen d'Orient.
Marco Polo, primer europeu que va visitar Xina, parla també en els seus relats dels cuirs que ha vist i de com es fan bells tapissos brodant-los amb fils d'or i plata. Tàrtars i mongols fan sensacionals mosaics. I, finalment, amb la dominació àrab a Espanya, els treballs en cuir adquireixen la seva màxima esplendor i s'arriben a difondre posteriorment per tot Europa.
Dels textos d'Al-Maqqari, es dedueix que els musulmans espanyols treballaven el cuir unes vegades en el seu aspecte utilitari i unes altres com a element decoratiu. En temps d'Abderrahman III eren tan famosos que el citat historiador descriu l'entrada del Monarca a la capital andalusa dient: "Cridava l'atenció el ric arnès de cuir blanc i daurat amb què portava enjoiada la blanca egua que muntava".
Còrdova i Granada, per haver tingut aquella imparella esplendor durant la dominació àrab, van assimilar totalment l'art del cuir, i d'allí es va estendre a la resta d'Espanya. Sense cap dubte doncs, van ser els àrabs els que van ensenyar a treballar les pells als espanyols i probablement van ser els moriscs els obrers més antics. Indubtablement i donat la gran esplendor de les corts de Granada i Còrdova allí seria l'origen, però sabem després que es va estendre a totes les altres ciutats. En alguns casos, com en el de Valladolid, encara perdura el record en el nom d'un carrer, Guadamassilers, on sens dubte van estar instal·lats els obradors. ("Els carrers de Valladolid"). D'altres ciutats com València, Sevilla, Madrid, o Barcelona tenim dades més significatives i en alguns casos han arribat fins a nosaltres les Ordenances.
Les Ordenances de Còrdova són les més minucioses i a més tenien en aquesta ciutat un especial cuidat que les seves obres no es confonguessin amb les fetes en altres llocs, segellant cada pell amb l'escut de la ciutat: un lleó coronat i el nom de la ciutat de Còrdova. Per poder tenir obrador era necessari passar un examen i una vegada provada la seva suficiència l'examinat rebia la corresponent carta d'examen. Segons les Ordenances de Còrdova els oficials que canviaven de residència havien de tornar a examinar-se, si bé a Madrid només exigien la carta d'Examen.
La bellesa d'aquest art traspassa les fronteres i en tot Europa aconsegueixen gran fama els cuirs espanyols. Es fan obres que avui són joies de molts museus. No hi ha més que veure les mostres existents en el Museu d'Arts Decoratives de Madrid, Armeria Real, Museu Episcopal de Vic, Museu de Còrdova, Catedral de València, Arqueològic Nacional, Salons de l'Alhambra, etc. I a l'estranger en Països Baixos i França també es troben algunes obres de gran valor i bellesa.
Van arribar a aconseguir tal renom pel seu exquisit gust en la decoració, motius de composició, daurats i platejats, que tots els historiadors de l'època fan comentaris sobre els mateixos i es van arribar a denominar cordovans a tots els cuirs treballats a Còrdova. També es van fer magnífiques obres en altres ciutats com Sevilla, Toledo, València, Barcelona, Ciudad Rodrigo, però a les mateixes se'ls va seguir donant el nom genèric de cordovans.
El valor decoratiu de cordovà i del guadamassil al principi era alguna cosa diferent. El cordovà es destinava a un sentit utilitari, i deu la seva fama a la seva durada, suavitat i flexibilitat. Per això en l'Edat Mitjana el calçat no aconseguia el seu màxim preu si no era fet amb cordovà. En el mobiliari renaixentista es fa servir moltíssim.
El guadamassil per contra representa la fastuositat, l'art, la bellesa, el luxe. La seva ornamentació segueix el ritme dels diferents estils: morisc, Art gòtic, renaixentista... No se sap exactament l'origen del seu nom, però és molt probable que vingui de la ciutat de Ghadames, en el Sàhara. És el lloc que més fama tenia entre el poble àrab pels seus cuirs llaurats i daurats, d'on van prendre el nom de "ghadamesi", que en estendre's i espanyolitzar-se donaria l'actual guadamassil.
De la mateixa forma que el cordovà i el guadamassil tenien una diferent consideració, també tenien una diferent consideració social per a aquells que les treballaven. A l'adober de cordovans se'l considerava de baixa condició. No se li donava la categoria d'artesà de primera classe. Estava aïllat en barris extrems de la ciutat, i la seva convivència amb els obrers d'un altre ofici era escassa. Fins i tot es va donar el cas que en l'Art.10 dels Estatuts de la Societat Patriòtica de Sigüenza es va publicar l'ordre que es tingués per enemic de l'Estat i de la Pàtria a qui persistís en aquesta actitud de menyspreu. Veiem, doncs, que a l'origen hi ha una clara diferenciació entre cordovà i guadamassil, si bé, posteriorment s'han arribat a confondre els dos termes, en uns casos per desconeixement, en uns altres perquè els guadamassils treballats a Còrdova van aconseguir tal fama que genèricament es va cridar cordovà a tot cuir treballat a Còrdova. Sembla que els tallers dedicats a treballar els cuirs estaven al barri de la Ajerquia, sens dubte per la seva proximitat al riu, la qual cosa els facilitava la tasca de rentat.
Els cordovans i els guadamassils s'utilitzaven per a tota classe d'objectes d'ús personal, per cortinatges, i fins i tot per entapissar peces senceres i per a ornamentació i decoració de mobiliari. Una mostra extraordinària d'aquests treballs és el sostre de la Sala de Justícia de l'Alhambra. AI-Maqqari ens explica entre les innovacions que el músic àrab Ziryab, de la cort d'Abderrahman II, va introduir estava que "va ensenyar als pobladors de l'Andalús a usar els gots de cristall en lloc dels d'or i plata, a dormir sobre un tou jaç de cuir preparat, amb preferència a les mantes de cotó, a menjar sobre petites safates de cuir millor que sobre taules de fusta, a causa de la major neteja d'aquelles, sent més fàcil llevar la brutícia del cuir que de la fusta". El monjo Teòfil, en el llibre I, Cap. XIX de la seva obra Diversarum Artium Schedula, ens explica el perquè de preferir les estovalles de cuir, i comenta com es blanqueja el cuir amb guix i es lluenta fins a aconseguir lluentor de metall. S'enviaven a tota la resta d'Espanya i s'exportaven a molts països estrangers, tal com ho demostren les anotacions existents en l'Arxiu de Protocols de la Ciutat de Còrdova.
Teodulfo d'Orleans parla d'uns cuirs blanc i vermell que van ser regalats a Carlemany. Fins al s. XVIII és rara la llista de pertinences d'un Rei o personatge de certa categoria que no cita entre elles diverses peces o objectes de cuir. Posteriorment, Carles V mana publicar en 1529 altres Ordenances que complementen les anteriors. Les Corts de Castella intervenien en la regulació dels preus i dels productes derivats, així com les de Sevilla i Valladolid.
En la Pragmàtica de les caresties de 1552 es prohibeix que es facin guadamassils daurats i platejats ni guants de cordovà, però en la petició LXXXVI de les Corts de Valladolid de 1555, els guadamassilers fan veure al Monarca que no requereix productes molt rics per a la seva elaboració, tornant a donar-se llibertat per a la fabricació de guadamassils.
En 1578 el Consell de Còrdova publica un edicte que prohibeix que els guadamassilers o cordoveses siguin fets per persones alienes al gremi i disposa que es posi enmig del drap del guadamassil un segell amb les armes de la ciutat i en el qual estigui gravada la paraula Còrdova. Aquest segell ho guardaven els alcaldes i venedors que pertanyien al gremi de guadamassilers.
Posteriorment, al segle xvii es feien també a Venècia, que va pretendre arrabassar l'hegemonia als espanyols, i en Flandes, bé per compatriotes que van anar a viure allí, o bé perquè algú va introduir la tècnica.
No han arribat fins a nosaltres moltes mostres d'objectes de cuir hispà-musulmà. Únicament els trofeus pertanyents a Boabdil, que es troben en la Real Armeria de Madrid, i en el Museu de l'Exèrcit, també de la Real Armeria, i algunes fonguis d'espases repartides en col·leccions particulars.
En el Museu d'Arts Decoratives de Madrid hi ha un exemplar de cuir en el qual es dibuixen una sèrie de llaceries típiques del segle xiv, que són fidel antecedent de les decoracions morisques de guadamassils i de les enquadernacions mudèjars.
En els Estatuts d'Oficis de París de 1380 es deia "Que hi havia en la Vila de París gran abundància de cordovans d'Espanya, que és el millor adobat de tots, i que està ordenat que no s'embenen cordovans de Flandes per raó que aquests estaven en la seva major part adobats amb trenca".
La fama dels cuirs espanyols estava, doncs, tan estesa, que s'exportaven a tot Europa i posteriorment també a les Índies. Això va fer que el seu preu augmentés considerablement i que durant el segle xvi hi hagués una veritable escassetat d'aquests; Les Corts de Toledo de 1538 i les de Valladolid de 1542, tracten d'aquest perill de l'exportació i, finalment, la pragmàtica de 1552 dona normes de com s'han de vendre els cuirs i de com s'han de realitzar .
D'altra banda, més tard es van fer meravelles en cuirs calats, incrustats i mosaics, així com en els empleats per a l'enquadernació. Aquests s'adornen amb magnífics llaurats fets a força de filets, punxons, etc., obra de gran meravella que ha merescut l'aplaudiment i l'aprovació universal. Els més famosos són els realitzats per Manucio i Canevari, d'Itàlia, i els del Rei d'Hongria, realitzats per Matis Corvino. També els del Lionès Grolier.
En deixar de ser un art gairebé exclusiu dels àrabs, els temes de decoració van ser variant a mesura que transcorria el temps, encara que no per això van ser menys vistosos i sempre amb gran riquesa imaginativa i varietat, si bé, la tècnica va seguir sense cap canvi notable.
La grandària de les pells usades en tapisseria era fix i hi havia fins i tot unes normes dient com havien de ser unides. Per a la resta de les obres com el dibuix no es feia amb motlle la grandària de les pells, encara que es regulava, no es regulava amb tanta minuciositat i rigor. L'únic motlle de guadamassil per realitzar una tapissera que ha arribat fins a nosaltres, es conserva en el Museu Victoria & Albert de Londres.
Durant l'edat mitjana els motius decoratius eren de llaçaria tipus àrab o mudèjar i durant el segle xvi es fan imitant els dibuixos de brocats. A partir del XVII i durant el XVIII tenen notable influència dels decorats francesos. A partir del segle xviii la indústria del cuir decau enormement. Una causa potser molt important d'aquesta desaparició fos l'expulsió dels moriscs a mitjan segle xvii, ja que ells en la seva majoria eren els propietaris dels tallers tradicionals. També potser va influir que sorgís la fabricació del paper pintat, moda copiada d'Orient, i que per la seva novetat i el seu menor cost va ser ràpidament acceptada.
Avui dia l'art del cuir està pràcticament oblidat i el que és pitjor, molt desprestigiat. És llàstima que per un mal aprenentatge i notable falta de rigor i serietat en realitzar l'obra, en parlar de cuirs repujats es pensa gairebé únicament en aquesta pobra artesania que habitualment es veu, realitzada en la seva major part amb motlles d'escàs rigor artístic, la qual cosa indubtablement va en detriment de la labor dels pocs, però bons, artistes i artesans que subsisteixen. En l'essencial la tècnica i manera de treballar no ha variat amb el pas del temps. Les eines segueixen sent pràcticament les mateixes d'antany, encara que, per descomptat, la pràctica i l'ús hagin imposat modificacions per fer-les més còmodes i més pràctiques. En tints i pàtines ha estat més notable el canvi. La indústria química ha variat notablement i segueix variant, creant nous productes que acoloreixen i donen pàtines d'acceptables resultats. La fabricació dels colors pel mateix artista a força de complicades mescles que feien del taller un veritable laboratori d'alquimista, ha passat totalment a la història. En l'actualitat, encara que per descomptat cada artista tingui, per dir-ho així, el seu estil cromàtic propi i la seva personalitat, recorre a colors bàsics ja fabricats. D'altra banda, poder treballar lliurement, tant pel que fa a la composició del tema com a la seva decoració, permet també la utilització de gammes cromàtiques que en altres èpoques haguessin estat inimaginables i que no obstant això són perfectament acceptades i fins i tot desitjades dins de la concepció actual de l'art.

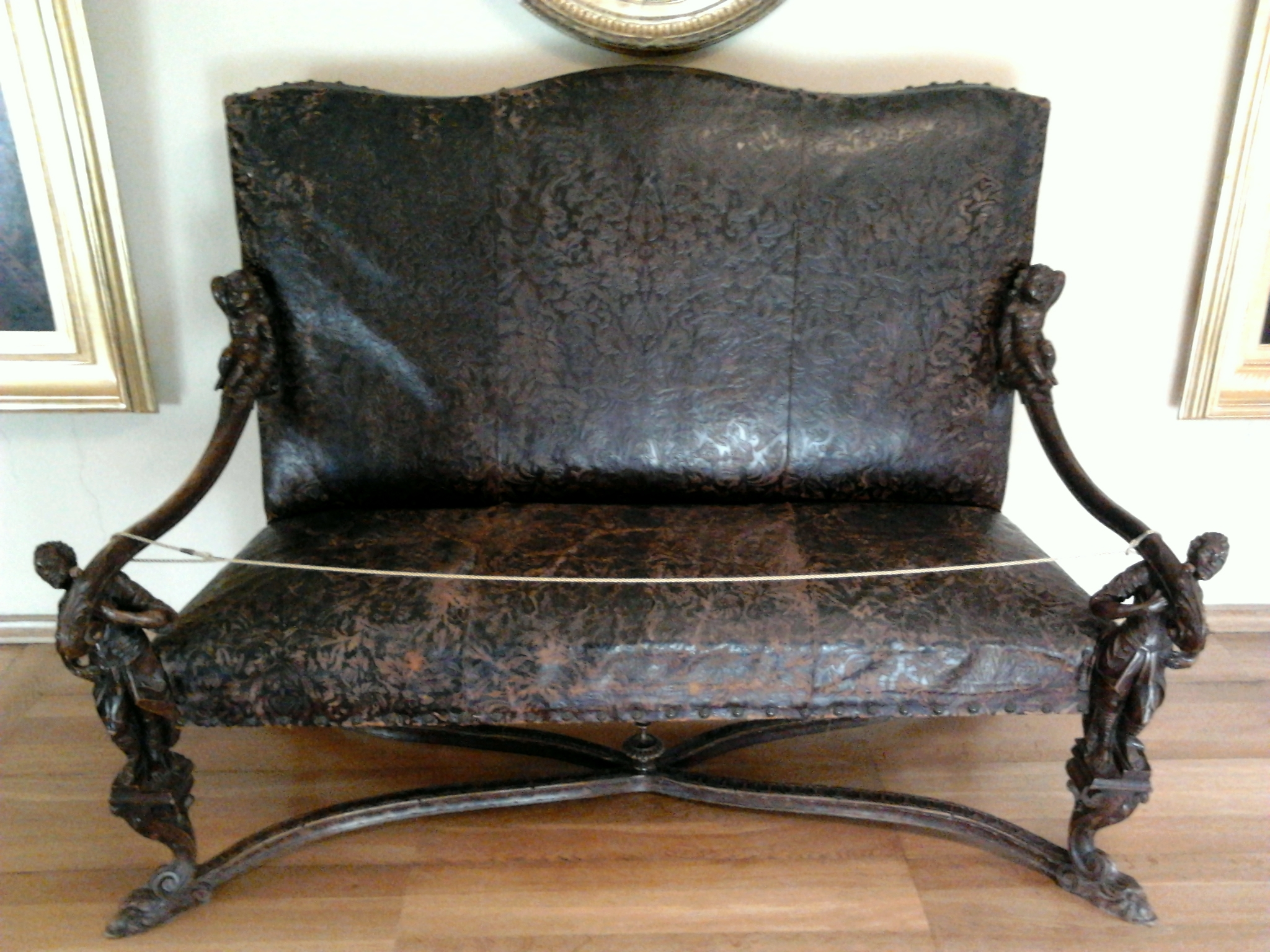

## Tècniques de treball
La tècnica de treball del cuir s'inicia amb el seu adobat, els processos de tractat, ornamentació i llaurat són molt variats. El cordovà: cuir de cabra o boc que, adobat a Còrdova durant l'època musulmana, es va utilitzar per confeccionar complements del mobiliari, butaques, arques, etc., així com per a sabates i altres objectes de molt ús i desgast. La part més important del treball és la realització del dibuix previ a la realització de l'obra, és a dir, el disseny. A continuació el disseny es calca en paper vegetal i aquest es col·loca sobre la pell, per la part de la “flor” mullada amb aigua. La pell cal que es mantingui mullada en tot moment. Es pot procedir al llaurat del cuir, segons la tècnica desitjada.
GravatEn el qual el dibuix s'aconsegueix per incisió més o menys profunda sobre el cuir mitjançant un instrument punxant. La seva pràctica es realitza amb uns punxons de ferro que porten gravats en una de les seves testes petits dibuixos geomètrics, en relleu o en buit, que en copejar-los pel costat oposat deixen en la pell una petjada poc profunda que embelleix certes superfícies llises.
RepussatAquesta tècnica és potser la més coneguda. Es pretén aconseguir un relleu superior a la grossor de la pell, per a això aquesta es treballa tant per l'anvers com pel revers, s'empeny amb el reposador de bola fins a aconseguir el relleu desitjat. L'ornamentació s'obté copejant o pressionant pel revers del cuir, distenent-ho fins que aparegui la decoració en relleu per l'anvers.
RebaixatEs realitza per l'anvers, rebaixant i comprimint el cuir en determinades parts i deixant en relleu unes altres.
EstampatS'obtenia pressionant el cuir amb una planxa de fusta o punxó que portava la decoració gravada en buit o en baix relleu, de manera que el motiu quedava estampat en la pell.
FerrejatTècnica basava en l'estampació amb ferros o punxons de dimensions i formes molt variades. Podia ser daurada o pintada a força de diversos colors. (molt utilitzada en l'enquadernació).
BoteriaL'artesania del cuiram (o mescla de cuirs) produeix recipients destinats a la conservació de líquids.
EnquadernacióEs defineix com una especialitat concreta del treball en pell, es va fonamentar en la resistència i solidesa del cuir com a tapa, així com en la seva elasticitat i en la possibilitat d'enriquir-ho en formes diverses, dotant al llibre d'una coberta, rígida o flexible, que faci més duradora la seva conservació, més còmode el seu maneig i més agradable la seva presentació. La tècnica d'enquadernació en pell és per si mateixa una faceta artística especialment brillant al llarg de la història.
ColoracióPer fer les pells més decoratives solen acolorir-se, ja que el to del seu color original és molt clar, aquest acolorit es realitza amb diversos tints, en monocrom o en policrom. Els tints s'obtenen a partir de sulfat de ferro, potassa, insulsa càustica, tints amb l'alcohol a més d'altres colors a l'oli.
MosaicÉs una tècnica que pretén buscar similituds amb els mosaics d'època romana. La decoració s'aconsegueix amb la utilització de fragments petits i diferents de pells de diversa índole i diferent tonalitat, aquests es disposen a manera de tessel·les.
ModelatgeÉs un relleu que s'aconsegueix oprimint la pell amb l'espàtula, aquesta produeix plànols de diversa profunditat, encara que escassa.